# Joseph-Emile Abbet
Mons. Joseph-Emile Abbet (23. října 1847, Vens - 3. srpna 1914, Saint-Maurice) byl švýcarský římskokatolický kněz, opat ordinář Řeholních kanovníků švýcarské kongregace svatého Mořice z Agaune a územního opatství Saint-Maurice d’Agaune a biskup.

## Život
Narodil se 23. října 1847 ve Vens. Vstoupil k Řeholním kanovníkům švýcarské kongregace svatého Mořice z Agaune a roku 1868 složil své věčné sliby. Na kněze byl vysvěcen 28. října 1871. Dne 21. dubna 1909 byl zvolen opatem ordinářem Řeholních kanovníků švýcarské kongregace svatého Mořice z Agaune a územního opatství Saint-Maurice d’Agaune. Potvrzen byl 24. července 1909 a papež Pius X. mu přidělil titul titulárního biskupa betlémského. Biskupské svěcení přijal 19. září 1909 z rukou biskupa Julese-Maurice Abbeta a spolusvětiteli byli biskup Alfredo Peri-Morosini a biskup Jakobus von Stammler.
Zemřel 3. srpna 1914 v Saint-Maurice.